# Sphagnum orthocladum
Sphagnum orthocladum là một loài rêu trong họ Sphagnaceae. Loài này được Bryhn mô tả khoa học đầu tiên năm 1911.